# Suzan DelBene

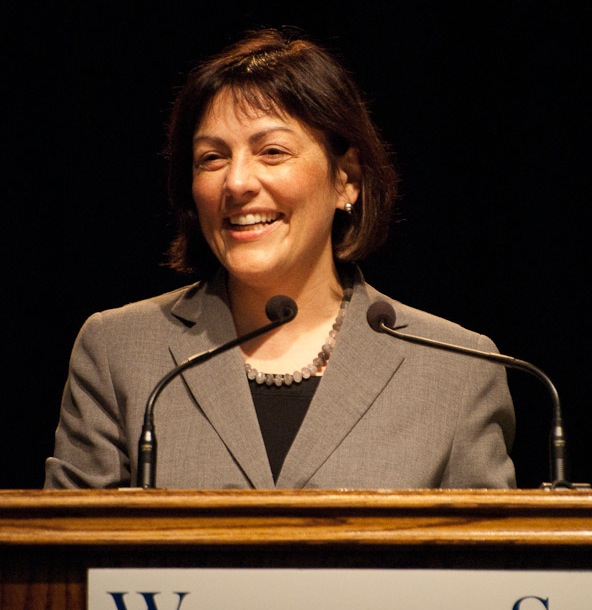
Suzan DelBene (2010)

Suzan Kay DelBene (* 17. Februar 1962 in Selma, Alabama) ist eine US-amerikanische Politikerin (Demokraten). Seit dem 6. November 2012 vertritt sie den ersten Sitz des Bundesstaats Washington im US-Repräsentantenhaus.

## Werdegang
Schon in jungen Jahren kam Suzan DelBene nach Bellevue im Staat Washington. Später zog die Familie nach Mercer Island. Bis 1983 studierte sie am Reed College in Portland (Oregon). Zwischen 1989 und 1998 arbeitete sie für den Microsoft-Konzern als Abteilungsdirektorin. Danach war sie für andere Firmen in der Vorstandsebene tätig. Im Jahr 2000 wurde sie CEO der Firma Nimble Technology. Zwischen 2004 und 2007 fungierte sie bei Microsoft als Vizepräsidentin im Mobilkommunikationsgeschäft. Danach war sie Beraterin einiger Unternehmen. Von 2010 bis 2012 amtierte sie als Direktorin der staatlichen Steuerbehörde von Washington.
Politisch ist DelBene Mitglied der Demokratischen Partei. Im Jahr 2010 kandidierte sie noch erfolglos gegen den Republikaner Dave Reichert für das US-Repräsentantenhaus in Washington, D.C. Nach dem Rücktritt des demokratischen Abgeordneten Jay Inslee, der sich auf den Wahlkampf als Gouverneur von Washington konzentrieren wollte, wurde sie bei der fälligen Nachwahl für den ersten Sitz ihres Staates als dessen Nachfolgerin in den Kongress gewählt, wo sie am 6. November 2012 ihr neues Mandat antrat. Bei den gleichzeitigen regulären Kongresswahlen des Jahres 2012 setzte sie sich ebenfalls mit 54:46 Prozent der Stimmen gegen den Republikaner John Koster durch, womit sie am 3. Januar 2013 eine volle eigene Amtsperiode antreten kann. Sie konnte alle folgenden sechs Wahlen bis 2024 ebenfalls gewinnen und kann damit ihr Mandat bis heute ausüben. Ihre aktuelle Legislaturperiode im 119. Kongress der Vereinigten Staaten läuft bis zum 3. Januar 2027.